# Argüello (California)
Argüello es un área no incorporada ubicada en el condado de Santa Bárbara en el estado estadounidense de California.

## Geografía
Argüello se encuentra ubicada en las coordenadas 34°34′42″N 120°38′35″O / 34.57833, -120.64306.